# コマルカ・ド・シャージャス
コマルカ・ド・シャージャス（Comarca do Xallas）はスペインガリシア州ア・コルーニャ県のコマルカで、同県の西部に位置する。コマルカ・デ・シャージャスという表記もある。
マサリコスとサンタ・コンバの2自治体によって構成される。
隣接するコマルカは、北がコマルカ・デ・ベルガンティーニョスとコマルカ・ダ・テーラ・デ・ソネイラ、東がコマルカ・デ・オルデスとコマルカ・デ・サンティアーゴ、南がコマルカ・ダ・バルカーラとコマルカ・デ・ノイア、西がコマルカ・デ・ノイアとコマルカ・デ・フィステーラとなっている。
面積は391.0km²で、2010年の人口は15,262人（2009年：15,426人、2007年：15,767人、2005年：16,343人）。コマルカの中心となっている地区は自治体サンタ・コンバのサンタ・コンバ教区内のサンタ・カタリーニャ・デ・アルマーダ地区とサンタ・コンバ地区。カスティーリャ語による表記はComarca del Jallas（コマルカ・デル・ハジャス）。

## 地理
| コマルカ・ド・シャージャスの構成自治体（2010年）       |            |             |                    |
| 自治体                                                 | 人口（人） | 面積（km²） | 人口密度（人/km²） |
| マサリコス                                             | 4,854      | 187.3       | 25.9               |
| サンタ・コンバ                                         | 10,408     | 203.7       | 51.1               |
| 計                                                     | 15,262     | 391.0       | 39.0               |
| 出典: INE（スペイン国立統計局）、IGE（ガリシア統計局） |            |             |                    |